# Stefan Kuta-Kaliński
Stefan Paweł Kaliński vel Stefan Kuta (ur. 1 lipca 1892 w Krakowie, zm. 8 października 1946 w Autun) – kapitan Wojska Polskiego, malarz pejzażysta, działacz harcerski.

## Życiorys
Urodził się 1 lipca 1892 roku w Krakowie, w rodzinie Jana Kuty i matki z domu Śliwa . W 1922 roku zmienił nazwisko rodowe „Kuta” na „Kaliński”. Uczył się w krakowskich gimnazjach św. Jacka i św. Anny. Od 1910 roku działał w ruchu skautowskim, a następnie w Polskim Towarzystwie Sportowym „Sokół”. Po wybuchu działań wojennych w działał w polskiej drużynie Sokoła. Po 15 sierpnia 1914 roku wraz z innymi skautami wyjechał do Lwowa i wstąpił do Legionu Wschodniego. Po rozwiązaniu Legionu Wschodniego 21 września 1914 roku został wcielony do armii austriackiej. Po kilku miesiącach służby udało mu się „wyreklamować”, wstąpił do Legionów Polskich, służył w 2 lub 3 Pułku Piechoty . 
W latach 1918–1934 służył w Wojsku Polskim. W 1921 roku uzyskał eksternistycznie maturę, po czym studiował krótko na Wydziale Filozoficznym Uniwersytetu Jagiellońskiego. W latach 1922–1924 pełnił służbę w Powiatowej Komendzie Uzupełnień Kraków Powiat na stanowisku oficera instrukcyjnego, pozostając oficerem nadetatowym 5 Dywizjonu Taborów w Krakowie. Od września 1921 do stycznia 1923 roku obowiązki służbowe łączył z funkcją komendanta Krakowskiej Chorągwi Harcerzy. W 1925 roku pełnił służbę w Centralnej Wojskowej Szkole Gimnastyki i Sportów w Poznaniu. Później został przeniesiony z korpusu oficerów taborowych do korpusu oficerów piechoty. W 1928 roku służył w 2 Pułk Piechoty Legionów w Pińczowie, następnie w Korpusie Kadetów Nr 1 we Lwowie. We wrześniu 1933 roku został przeniesiony do 10 Pułku Piechoty w Łowiczu. W 1936 roku mieszkał w Łowiczu, później w Warszawie, gdzie do wybuchu II wojny światowej pracował w Dyrekcji Kolei Państwowych.
W czasie powstania warszawskiego, w stopniu kapitana, pełnił służbę w 15 Pułku Piechoty AK. 5 października 1944 roku dostał się do niemieckiej niewoli. Przebywał w Stalagu 344 Lamsdorf, a od 19 października 1944 roku w Oflagu VII A Murnau .
Po uwolnieniu z niewoli pozostał na emigracji. Uprawiał malarstwo olejne i akwarelowe, malował pejzaże tatrzańskie, widoki okolic Wileńszczyzny i Kielecczyzny. W 1946 roku w Lozannie odbyła się najważniejsza wystawa jego prac malarskich.
Zmarł 8 października 1946 roku w Autun, we Francji. Pochowany na cmentarzu w Lyonie (kwatera D-5-11).

## Ordery i odznaczenia
- Srebrny Krzyż Zasługi (10 listopada 1928)[13][14]